# ニジニ・ノヴゴロド (小惑星)
ニジニ・ノヴゴロド (7736 Nizhnij Novgorod) は小惑星帯に位置する小惑星である。クリミア天体物理天文台で女性天文学者リュドミーラ・ジュラヴリョーワが発見した。
ロシア（発見当時はソ連）のニジニ・ノヴゴロド州の州都、ニジニ・ノヴゴロドから命名された。